# Deutsches Saxophon Ensemble
Das Deutsche Saxophon Ensemble (DSE) ist ein professionelles Saxophonquartett in der klassischen Besetzung mit Sopran-, Alt-, Tenor- und Baritonsaxophon.

## Geschichte
Die Formation „Saxophonquartett“ war nach 1945 bis in die Mitte der 1970er Jahre im deutschen Kulturbetrieb nicht existent. Gastspielreisen des 1969 in Amerika gegründeten Raschèr Saxophone Quartet brachten diese Besetzung in den 1970er Jahren erstmals in die BRD. In der Folge gründeten Jürgen Demmler, Reinhold Cieslik, Peter Matejcek und Heinrich Hölzli 1979 an der Musikhochschule Mannheim das erste professionell und regelmäßig arbeitende Saxophonquartett Deutschlands, das Pfälzische Saxophon-Ensemble.
Beim 7. Welt-Saxophon-Kongress 1982 in Nürnberg trat das Quartett, nun mit Michael Ruf am Tenorsaxophon als Nachfolger von Peter Matejcek, bei mehreren Konzerten in  Erscheinung. Seinerzeit das einzige regelmäßig konzertierende deutsche Quartett seiner Art, entschlossen sich die Mitglieder, fortan den Namen Deutsches Saxophon Ensemble zu führen.
Es folgten Rundfunk- und Fernsehproduktionen mit deutschen Ersteinspielungen französischer Originalwerke. Bearbeitungen aus dem Bereich der populären Klassik wurden in Auftrag gegeben, um damit dem Publikum die oftmals noch unbekannte Besetzung näherzubringen. Unter anderem arrangierten Dieter Reith, Rolf-Hans Müller und Rolf Schneebiegl für das Ensemble.
Heute widmet sich das Deutsche Saxophon Ensemble abseits von Jazz und U-Musik schwerpunktmäßig der Originalliteratur für Saxophonquartett im Bereich der E-Musik. Seinem Namen verpflichtet, setzt sich das Quartett in besonderer Weise auch für zeitgenössische Werke deutscher Komponisten ein und erschließt dem Saxophon mit eigenen Transkriptionen wichtige tradierte Meisterwerke der deutschen Musikgeschichte.

## Kompositionen für das Deutsche Saxophon Ensemble
Die ersten Komponisten, die für das DSE schrieben, stammten zunächst vor allem aus dem Umfeld der Gründungsmitglieder an der Musikhochschule Mannheim. So entstanden neue Originalwerke von Wolfgang Hofmann, Helmut Vogel und Hans-Rudolf Johner. Aber auch die großen Altmeister des 20. Jahrhunderts Harald Genzmer und Jürg Baur komponierten für das Quartett. 2012 schrieb Guido Rennert dem Ensemble und dem Bariton Timothy Sharp „Sax und Moritz“, das erste gesungene Hörbuch und die kleinste Oper der Welt, auf den Leib.

## Diskographie
- Sax & Moritz (2012 TYXart): Eine Bubengeschichte in sieben Streichen von Wilhelm Busch in einer Vertonung für Bariton und Saxophonquartett von Guido Rennert
- Aus den Fugen geraten (2010 TYXart): Weltweit erstmals eingespielt wurde, neben weiteren kontrapunktischen Werken von Paul Hindemith, Johann Sebastian Bach, Felix Mendelssohn Bartholdy, Robert Schumann, Johannes Brahms und Richard Strauss, die Große Fuge op. 133 von Ludwig van Beethoven in einer eigenen Bearbeitung für Saxophonquartett.
- Duo Takezawa-Sischka / Deutsches Saxophon-Ensemble – Pianos + Saxophones (2001 Ars Produktion): Werke von Harald Genzmer und Jean Martinon für Saxophonquartett und Klavierduo

## Auszeichnungen
Für die CD „Sax und Moritz“ wurden Timothy Sharp und das Deutsche Saxophon Ensemble mit dem Leopold-Preis ausgezeichnet. Die Produktion erhielt das Prädikat „Empfohlen vom Verband deutscher Musikschulen“ Hörmedien-Empfehlungsliste des Verbandes deutscher Musikschulen (VdM), ausgelobt am 27. September 2013 im WDR-Funkhaus Köln LEOPOLD 2013/2014 – Gute Musik für Kinder.